# Jurauski karahod
Jurauski karahod (biał. Юраўскі карагод) – tradycyjny wiosenny obrzęd odprawiany w dniu św. Jerzego (6 maja) przez mieszkańców wsi Pohost w rejonie żytkowickim, w obwodzie homelskim, w południowej Białorusi.
11 grudnia 2019 roku decyzją obradującego w Bogocie Międzyrządowego Komitetu ds. Ochrony Niematerialnego Dziedzictwa Kulturowego tradycja wpisana została na listę niematerialnego dziedzictwa kulturowego wymagającego pilnej ochrony. Nazwa wpisu w języku angielskim to Spring rite of Juraŭski Karahod, zaś w języku białoruskim – Вяснавы абрад „Юраўскі карагод” – trb. Wiasnawy abrad „Jurauski karahod”.

## Charakterystyka

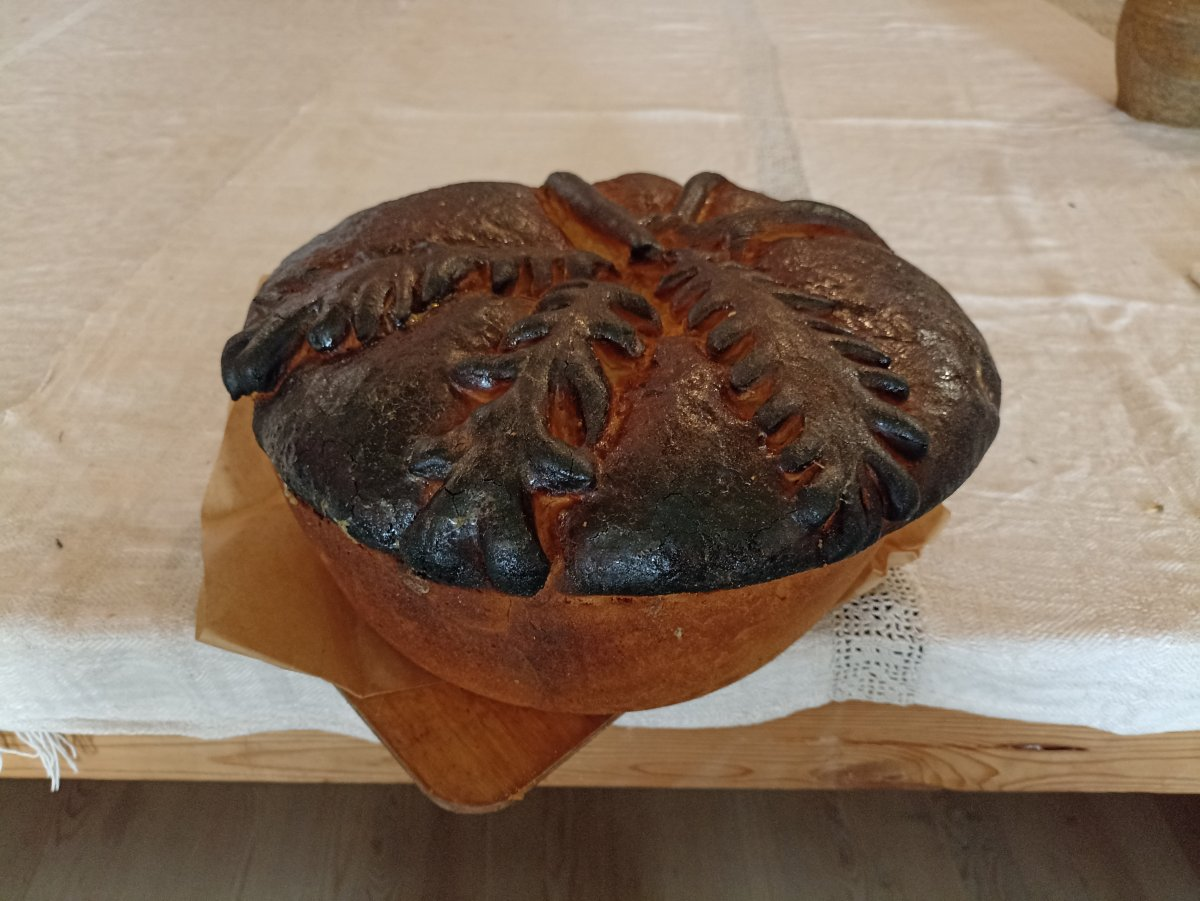
Czarny chleb ofiarny (2024)

Jurauski karahod celebrowany w dniu wspomnienia św. Jerzego (6 maja) jest etnicznym symbolem Polesia Prypeckiego i okolic założonego w X wieku miasta Turów, choć współcześnie rytuał ten aktywnie praktykowany jest już tylko w niewielkiej (ok. 300 gospodarstw) wsi Pohost oddalonej od Turowa o ok. 5 km. Święty Jerzy jest uznawany przez Białorusinów za patrona zwierząt gospodarskich i uprawy roli.
Obrzęd składa się z dwóch części. Pierwsza odbywa się w zagrodzie, gdzie zwierzęta po raz pierwszy wyprowadzane są po zimie ze swoich obór. Towarzyszą temu rytuały magiczne (dawanie zwierzętom poczęstunku w postaci ceremonialnego chleba w kształcie krzyża, błogosławienie ich gałązkami drzewa) o charakterze ochronnym oraz mające na celu zapewnienie płodności żywego inwentarza.
Druga część odnosi się do tradycji związanych z uprawą roli. Zaczyna się w wigilię święta wypieczeniem dwóch rodzajów chleba:
- ceremonialnego, zwanego karahod (biał. карагод), który dekoruje się gałązkami, ręcznie wykonywanymi kwiatami i barwinkiem[3],
- ofiarnego, „czarnego” chleba[3].

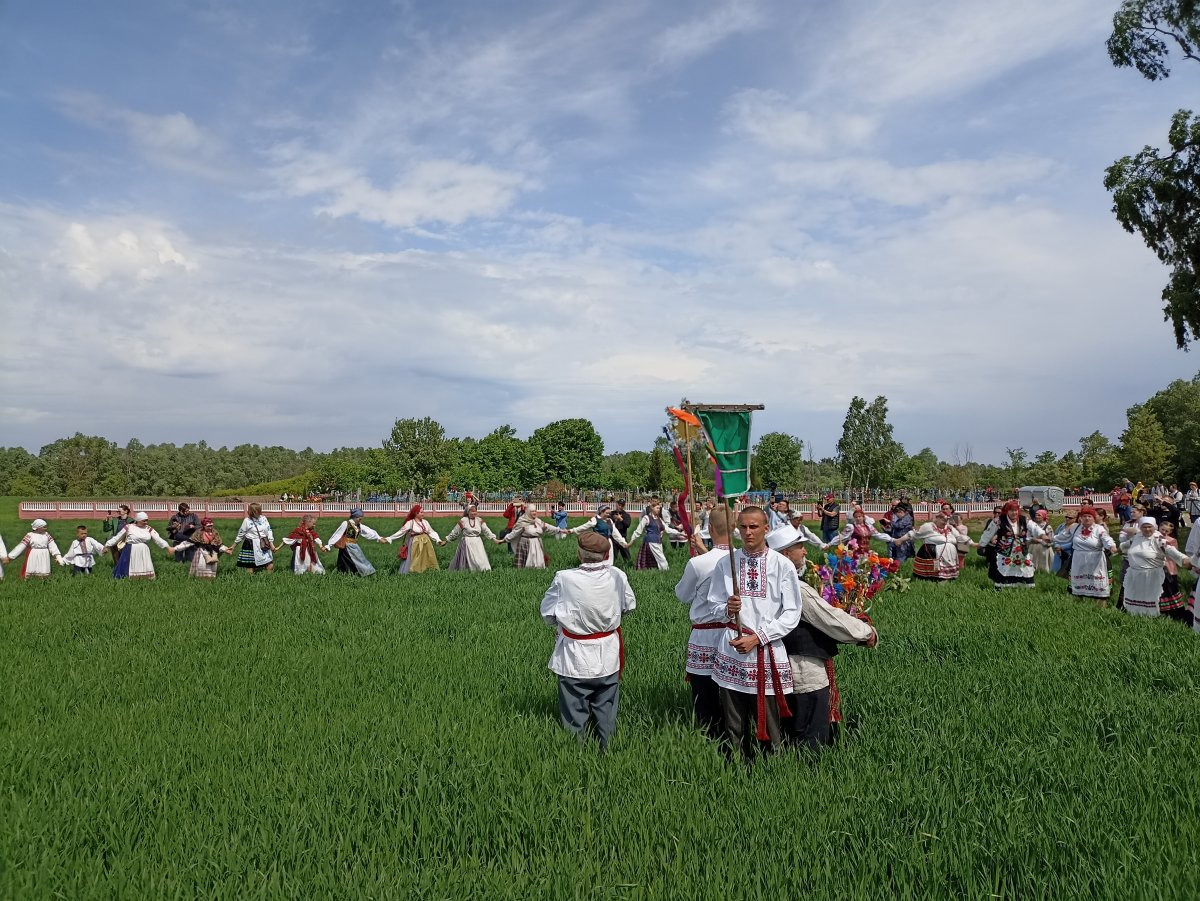
Mieszkańcy wsi tańczący na polu (2024)

Następnego dnia rano o godzinie 9:00 mieszkańcy wsi udają się na pole. Procesję prowadzą dziewczęta niosące ceremonialny rucznik (biał. ручнік), za nimi idą mężczyźni niosący bochen chleba karahod, ikonę oraz ośmioramienną gwiazdę. Śpiewane są tradycyjne pieśni. Po dotarciu na miejsce kobiety oraz niosący karahod i ikonę mężczyźni ustawiają się w kręgu i zaczynają tańczyć, jednocześnie wciąż śpiewając. Kawałek „czarnego” bochenka (chleba ofiarnego) zakopywany jest w ziemi przy słowach modlitw o dobre zbiory.
Po wykonaniu obrzędu jego uczestnicy wracają do wsi, rozdając kawałki rytualnego chleba wszystkim mieszkańcom, ci z kolei odwdzięczają się, częstując ich ciastkami. Następnie uroczystości przenoszą się do centrum wioski, gdzie świętowanie trwa do wieczora.
Pomimo skoordynowanych wysiłków społeczności chcącej podtrzymać tę tradycję, jest ona zagrożona przez wiele czynników, takich jak starzenie się ludności wsi Pohost, globalizację, brak perspektyw zawodowych w tym miejscu przyczyniający się do jego wyludniania czy folkloryzację tego elementu dziedzictwa powodującą zatracenie się jego kontekstu.